# Dictyoptera (Überordnung)
Die Dictyoptera sind eine Überordnung der Insekten, in der die Schaben, mit etwa 4600 Arten, inklusive der Termiten, mit weiteren etwa 3000 Arten, und die Fangschrecken, mit etwa 2400 Arten, zusammengefasst werden.

## Merkmale
Die hier zusammengefassten Ordnungen besitzen auf den ersten Blick unterschiedliche Gestalt und unterschiedliche Lebensweisen. Folgende gemeinsame Merkmale werden als morphologische Autapomorphien gewertet:
- Ablage der Eier zusammengefasst in einer Oothek, diese werden dabei von einem später erhärtenden Sekret von akzessorischen Drüsen umhüllt, die im neunten Hinterleibssegment liegen. Dieses Merkmal ist bei den Termiten sekundär zurückgebildet, aber bei einer Art (Mastotermes darwiniensis) noch erhalten. Im Zusammenhang damit: Rückbildung des Ovipositors, der nur noch rudimentär erhalten oder ganz verlorengegangen ist.
- Das Tentorium, ein Sklerit im Inneren des Kopfes, ist in der Mitte perforiert (durchlöchert), durch das Loch verläuft das Konnektiv des Bauchmarks.
- Bei den Weibchen wird eine Subgenitalplatte ausgebildet, die aus dem Coxosternum (einem Sklerit) des siebten Hinterleibssegments gebildet wird.
- Der Proventriculus, ein Abschnitt des Verdauungssystems, weist eine mehr oder weniger sechszählige (hexaradiale) Symmetrie auf, Bei den meisten basalen Insektenordnungen ist er zweiseitig (bilateral) symmetrisch. Er dient als muskulöser, auf der Innenseite gezähnter, Kaumagen.
- Die äußeren Genitalanhänge der Männchen ähneln sich im Aufbau, sie sind immer deutlich asymmetrisch. Dabei sind sie in verschiedenen Gruppen, offenbar sekundär, spiegelsymmetrisch seitenvertauscht.[1] Allerdings sind bei den Termiten die Genitalanhänge (bis auf Rudimente bei wenigen Arten) völlig rückgebildet.

## Phylogenetische Stellung

### Äußere Systematik
Die Zusammengehörigkeit der drei klassischen Ordnungen zu den Dictyoptera wird durch zahlreiche wissenschaftliche Studien gestützt und gilt als gut abgesichert; sie wurde so in alle neueren Lehr- und Textbücher übernommen.
Die Dictyoptera gehören in eine Gruppe von hemimetabolen Insektenordnungen, die in vieler Hinsicht ähnliche morphologische Gestalt besitzen, die Polyneoptera. Es ist wissenschaftlich umstritten, ob die hier zusammengefassten Ordnungen eine Klade (eine holophyletische Abstammungsgemeinschaft) bilden, oder ob die Ähnlichkeit nur ein gemeinsames Organisationsniveau widerspiegelt und keine nähere Verwandtschaft untereinander besteht; viele Wissenschaftler favorisieren aber heute eine gemeinsame Abstammung, ihre Schwestergruppe wäre dann die gemeinsame Klade aus den Paraneoptera und den Holometabola. Die Verwandtschaftsbeziehungen innerhalb der Polyneoptera gehören zu den schwierigsten Problemen der Insektenphylogenie und sind sehr umstritten, weder Analysen auf morphologischer Basis noch phylogenomische Studien (Konstruktion von Stammbäumen anhand des Vergleichs homologer DNA-Sequenzen) konnten die Verhältnisse bisher sicher aufklären.
Eine Hypothese sieht die kleine Ordnung der Bodenläuse (Zoraptera) als mögliche Schwestergruppe. Dies wurde aufgrund genetischer Daten vorgeschlagen und wird durch eine besondere Struktur der rDNA unterstützt. Dies ist aber keinesfalls unumstritten, es gibt zahlreiche widersprechende Studien.

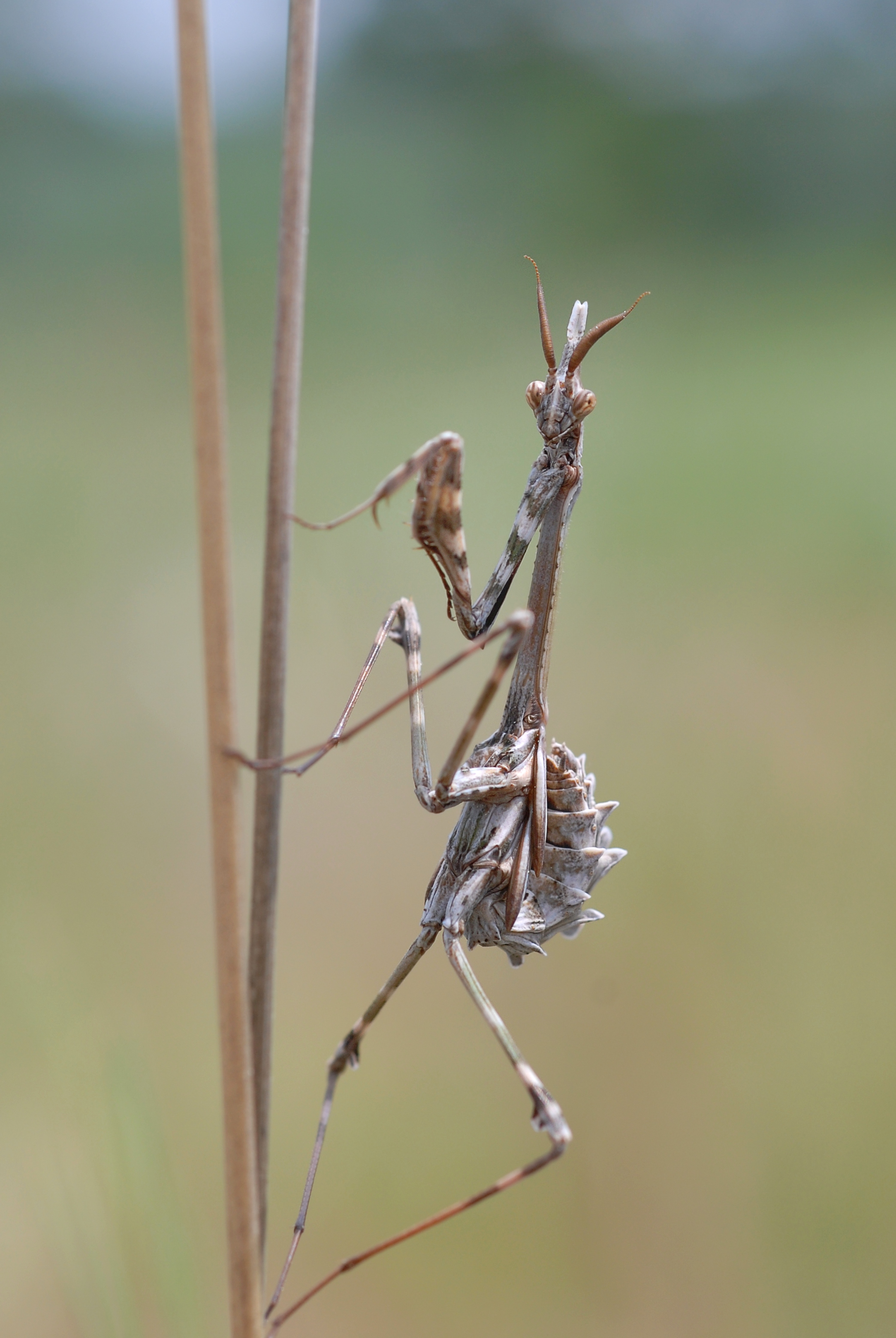
Empusa pennata, eine Fangschrecke

### Innere Systematik
Obwohl auch die Stellung der Taxa innerhalb der Dictyoptera lange umstritten war, scheint sich hier in neueren Studien eher ein Konsens anzudeuten. Folgende Ergebnisse wurden erzielt:
- Quasi alle Studien deuten darauf hin, dass die Schaben den Termiten gegenüber paraphyletisch sind; das bedeutet: Die Termiten sind mit einigen Gruppen der Schaben näher verwandt, als diese es untereinander sind.[7] Die Schaben sind demnach keine monophyletische Gruppe und müssen nach den Regeln der Kladistik als Taxon aufgelöst werden. Wahrscheinlichste Schwestergruppe innerhalb der Schaben ist die Gattung Cryptocercus, die mit den Termiten auch die soziale Lebensweise innerhalb von Totholz gemeinsam hat. Die Termiten sind monophyletisch.
- Die Fangschrecken sind Schwestergruppe der gemeinsamen Klade aus Termiten und Schaben (dies wurde von Hennig schon 1981 postuliert, die gemeinsame Klade nannte er „Oothecaria“ anstelle von Dictyoptera). Diese beiden Gruppen sind monophyletisch.

Weit weniger klar sind die Verwandtschaftsverhältnisse innerhalb der (übrigen) Schaben. Schwestergruppe der Termiten und Cryptocercidae zusammen könnte nach morphologischen Daten eine Klade aus der Familie Lamproblattidae und der Unterfamilie Corydiinae (syn. Polyphaginae) sein. Nach molekularen Studien sind die Termiten und Cryptocercidae näher mit den Blattidae verwandt. Diesem Modell folgt die derzeit akzeptierte Systematik der Schaben, danach bilden die Termiten, die Cryptocercidae und die Überfamilie Blattoidea (mit den Familien Blattidae, Lamproblattidae und Tryonicidae) eine Klade.

## Namensgebung und Rang
Der Name Dictyoptera setzt sich aus den griechischen Wortstämmen dictyon („Netz“) und pteron („Flügel“) zusammen und wäre wörtlich als „Netz-Flügler“ zu übersetzen. Allerdings wird der Ausdruck Netzflügler im Deutschen gewöhnlich für die Ordnung Neuroptera verwendet, so dass die direkte Übersetzung missverständlich wäre und vermieden werden sollte.
Der Name Dictyoptera wurde (als Dictuoptera) zuerst 1818 von William Elford Leach in seiner Bearbeitung der Insektensystematik in der Edinburgh Encyclopedia von Sir David Brewster eingeführt. Nikita Kluge weist darauf hin, dass der Name für diese taxonomische Gruppe völlig verfehlt sei, weil Leach als einzige zugehörige Art die Gemeine Küchenschabe erwähnt, also weder Termiten noch Fangschrecken einschließt (Termiten platziert er bei den Neuroptera, die Fangschrecken bei den Heuschrecken). Obwohl dies unzweideutig der Fall ist, hat sich der Name so eingebürgert. Da für höhere Taxa der Zoologie (oberhalb der Familienebene) keine Nomenklaturregeln gelten, werden die Namen nach dem Konsens der Wissenschaftler vergeben, so dass weder Regeln der Priorität nach sonstige Regeln beachtet werden müssen.
Da nach den hier dargestellten Ergebnissen die frühere Ordnung der Schaben paraphyletisch ist, muss sie nach den kladistischen Regeln eigentlich als Taxon aufgelöst werden. Außerdem sind die Termiten, als Untertaxon der Schaben, nicht mehr mit diesen gleichrangig und werden eher als Überfamilie denn als Ordnung aufgefasst. Aus diesen Gründen sind zahlreiche Entomologen dazu übergegangen, die Dictyoptera nicht als Überordnung, sondern als Ordnung aufzufassen.